# Résolution 230 du Conseil de sécurité des Nations unies
Membres permanents
- Chine (Taïwan)
- États-Unis
- France
- Royaume-Uni
- URSS

Membres non permanents
- Argentine
- Bulgarie
- Jordanie
- Japon
- Mali
- Pays-Bas
- Nigeria
- Nouvelle-Zélande
- Ouganda
- Uruguay

Résolution no 229 Résolution no 231
La Résolution 230 est une résolution du Conseil de sécurité des Nations unies adoptée le 7 décembre 1966, dans sa 1330e séance, concernant la Barbade et qui recommande à l'Assemblée générale des Nations unies d'admettre ce pays comme nouveau membre.

## Vote
La résolution a été adoptée à l'unanimité.

## Contexte historique
Errol Walton Barrow succéda à Grantley Adams en tant que porte-parole du peuple et ce fut à travers lui que se développa la volonté d’indépendance. Fervent réformateur et ancien membre du LPB, il avait quitté le parti pour fonder le Parti travailliste démocratique, alternative progressiste au gouvernement conservateur d’Adams. Il succéda à ce dernier au poste de Premier ministre en 1961 et le PTD prit le contrôle du gouvernement. Il fut à l’origine d’importantes réformes sociales, en particulier l’introduction de la gratuité scolaire pour tous les Barbadiens. 
Après plusieurs années d’autonomie croissante, la Barbade fut en mesure de négocier son indépendance dans le cadre d’une conférence constitutionnelle avec la Grande-Bretagne en juin 1966. Le territoire devint officiellement membre indépendant du Commonwealth le 30 novembre de la même année, avec Errol Barrow comme Premier ministre. (issu de l'article Histoire de la Barbade).
À la suite de cette résolution ce pays est admis à l'ONU le 9 décembre 1966,

## Texte
- Résolution 230 Sur fr.wikisource.org
- Résolution 230 Sur en.wikisource.org